# Новопетровский сельский совет (Бердянский район)
Новопетровский сельский совет (укр. Новопетрівська сільська рада) — входит в состав
Бердянского района
Запорожской области
Украины.
Административный центр сельского совета находится в селе Новопетровка.

## История
- 1770 — дата образования.

## Населённые пункты совета
- с. Новопетровка
- с. Куликовское
- с. Старопетровка